# Estratégio (palatino)
Estratégio (em latim: Strategius) foi um oficial romano do século IV, ativo durante o reinado dos imperadores Valentiniano I (r. 364–375) e Valente I (r. 364–378). Amigo do usurpador Procópio (r. 365–366), a quem ofereceu abrigo antes de sua revolta, provavelmente exerceu a função de palatino e então teria sido promovido como senador em Constantinopla em 365. É plausível que tenha conhecido Procópio durante seu mandato palatinal.